# Betriebliches Mobilitätsmanagement

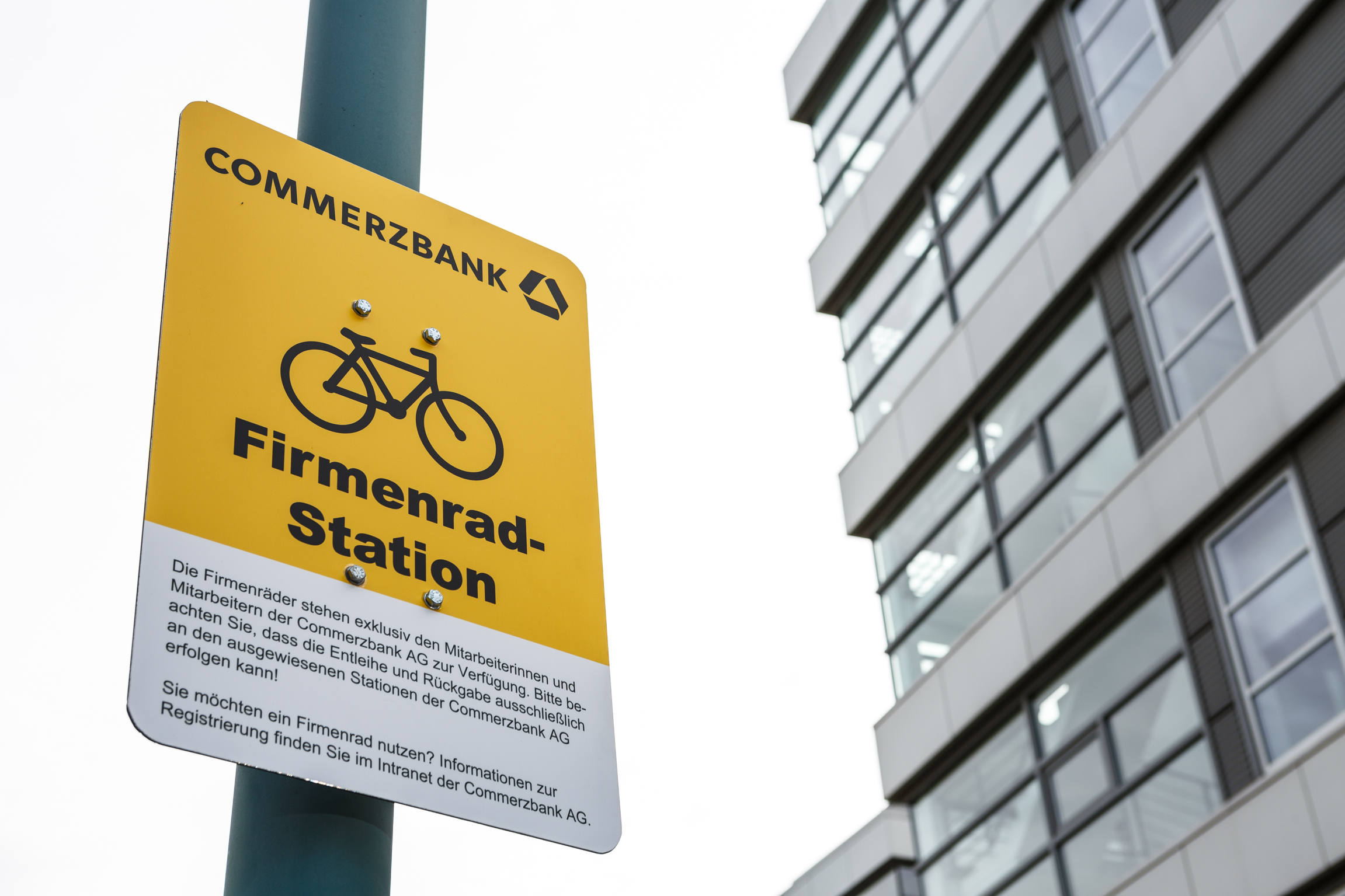
BMM-Maßnahme: Firmenräder

Betriebliches Mobilitätsmanagement (abgekürzt meistens BMM) ist eine strategische Planungsmethode für privatwirtschaftliche, halböffentliche und öffentliche Betriebe, um eine möglichst effiziente, sichere, sozial-, stadt- und umweltverträgliche Abwicklung aller vom Unternehmen induzierten Verkehrsströme zu erreichen. Dabei werden insbesondere in den Themenbereichen Mitarbeitermobilität (Arbeitswege), Dienstreisen, Fuhrpark, Mobilitätskosten und Infrastruktur Verbesserungsmöglichkeiten gesucht und umgesetzt. Verbesserungsmaßnahmen zur Mitarbeitermobilität haben in der Regel „weichen“, nachfrageorientierten Charakter, bei Maßnahmen in den anderen Themenbereichen übt der Arbeitgeber üblicherweise sein Direktionsrecht aus.
Das Betriebliche Mobilitätsmanagement ist neben dem Kommunalen Mobilitätsmanagement eine der beiden wesentlichen Ausprägungsformen in der praktischen Anwendung von Mobilitätsmanagement.

## Hintergrund
Betriebe sind wesentliche Verkehrserzeuger, insbesondere durch die Arbeitswege der Beschäftigten, Dienstreisen und Lieferverkehr. Dabei legt ein Großteil der Beschäftigten seine Arbeitswege in Form motorisierten Individualverkehrs mit dem Auto zurück. Dieses hohe durch Betriebe induzierte Verkehrsaufkommen verursacht den Betrieben selbst, ihren Beschäftigten und der Allgemeinheit zahlreiche Belastungen und Probleme:
- Kosten
  - Anschaffungs- und Betriebskosten für Auto(s)
  - Abnutzung/Verschleiß der Fahrzeuge und der Verkehrswege
  - Unterhaltungskosten für betriebliche Parkflächen/Parkhäuser
- Zeit
  - Zeitverluste durch Staus
  - Lenkzeiten sind kaum mit anderen Tätigkeiten kombinierbar
- Umweltauswirkungen
  - Schadstoffemissionen
  - Flächenverbrauch durch Verkehrswege und Parkflächen
- Sicherheit und Gesundheit
  - höheres Risiko für Wegeunfälle
  - zusätzliche bewegungsarm verbrachte Lebenszeit
  - psychische Auswirkungen, Stress[3]

Das Betriebliche Mobilitätsmanagement stellt einen „Werkzeugkasten“ verschiedenster Maßnahmen bereit, mit dem Arbeitgeber diese Auswirkungen mildern und im besten Fall abstellen können.
Als Ursprung des Mobilitätsmanagements gilt das in den 1970er-Jahren in den USA konzipierte Transport Demand Management, mit dem insbesondere durch Förderung von Fahrgemeinschaften das Berufsverkehrsaufkommen reduziert werden sollte, um damit den geltenden Luftreinhaltegesetzen gerecht zu werden. Dazu wurden ab Anfang der 1980er-Jahre im nordamerikanischen Verkehrssystem privilegierte Fahrspuren für Fahrgemeinschaften, so genannte HOV lanes (high-occupancy vehicle lane, übersetzt Fahrspur für stark belegte Fahrzeuge) eingerichtet. In Deutschland wurde Mobilitätsmanagement als Begriff zum ersten Mal 1995 im Rahmen eines Arbeitspapieres der Forschungsgesellschaft für Straßen- und Verkehrswesen (FGSV) detaillierter beschrieben. Als wesentliche Ausprägungsformen haben sich dabei abhängig vom primären Aufgabenträger Kommunales Mobilitätsmanagement (Aufgabenträger: Kommunen, gemeinwohlorientiert) und Betriebliches Mobilitätsmanagement (Aufgabenträger: Betriebe, in der Regel profitorientiert) herausgebildet.

## Akteure und Maßnahmen
Akteure des Betrieblichen Mobilitätsmanagements sind zuvorderst die Betriebe und ihre Beschäftigten. Eine weitere wichtige Akteursgruppe sind die Personalvertretungen und Betriebsräte, die mit der Argumentation sichere und stressarme Arbeitswege für die Beschäftigten insbesondere bei der Interessenvertretung mittlerer und größerer Belegschaften bei den Arbeitgebern sehr erfolgreich Maßnahmen des Mobilitätsmanagements initiieren bzw. beeinflussen können. Als Beispiele seien hier die Betriebsräte des Volkswagen-Werks Wolfsburg (Mitwirkung in der 2012–2024 aktiven Taskforce Verkehr) und des Siemens-Mobility-Standortes Braunschweig genannt. Speziell auf diese Akteursgruppe zugeschnitten hat der Auto Club Europa (ACE) im Rahmen seines Programmes Gute Wege zur guten Arbeit ein Handbuch herausgegeben.
Nicht selten kommen aber auch Akteure und Maßnahmen ins Spiel, die typischerweise eher dem Kommunalen Mobilitätsmanagement zugerechnet werden, wenn z. B. die Anbindungen größerer Unternehmensstandorte an das ÖPNV-Netz baulich oder fahrplantechnisch optimiert werden sollen.
| Zielfeld                | Maßnahmen |
| ----------------------- | --- |
| Förderung ÖPNV-Nutzung  | - Jobticket, ggf. mit Arbeitgeberzuschuss, ggf. gekoppelt an einen Verzicht auf Arbeitgeber-Parkplatz - Einrichtung nahe gelegener Haltestellen - Anpassung von Fahrplänen an Betriebszeiten oder Schichtwechsel - Förderung von Bahncards |
| Förderung Radnutzung    | - Fahrradabstellanlagen (möglichst nach dem Stand der Technik) - Bike-Sharing-Angebote - Dienstradangebot mit Entgeltumwandlung - End-of-Trip Facilities bei Arbeitgebern (Umkleiden, Duschen, Spinde etc.) - Bereitstellung von lokalen Leihrädern bei großen Betrieben - vom Arbeitgeber geförderte Teilnahme an Wettbewerben wie dem Stadtradeln |
| Information & Promotion | - Wohnstandortanalyse, Erreichbarkeitsanalyse durch Arbeitgeber veranlasst - Betriebliche Mobilitätsberatung - Ausbildung Betrieblicher Mobilitätsberater - Erstellung eines Mobilitätskonzeptes, das die Mobilitätsbedürfnisse der Beschäftigten erfasst und Maßnahmen identifiziert, die wünschenswerte Mobilitätsformen unterstützen - Mitarbeiter-Aktionstage                                                                                         |
| Sonstiges               | - Förderung von Fahrgemeinschaften, z. B. durch privilegierte Parkplätze und Vermittlungsplattformen - Parkraumbewirtschaftung bei Arbeitgeber-Parkplätzen - Car-Sharing-Angebote - Einführung eines Mobilitätsbudgets - Mitarbeiter-Bonussysteme - Elektroladesäulen, auch zum Laden privater Fahrzeuge - Angebote von Leih-Tretrollern oder E-Scootern - Optimierung des Fuhrparks - Ausrichtung der Dienstreiserichtlinien auf umweltschonendes Reisen |

Detailliertere Informationen zu möglichen Maßnahmen und Vorgehensweisen stehen als breites Angebot von Webseiten, Leitfäden und Handbüchern (z. B.) zur Verfügung.
Sehr verbreitet ist der Irrtum, dass Betriebliches Mobilitätsmanagement nur ein Instrument für Großbetriebe sei. Das Forschungsprojekt Betriebliches Mobilitätsmanagement im Bergischen Städtedreieck – BMM HOCH DREI hat daher einen quartiersbezogenen Ansatz untersucht, bei dem 30 Betriebe und Verwaltungen in sieben Quartierstypen in den drei Städten Remscheid, Solingen und Wuppertal hinsichtlich ihrer Mobilitätssituation analysiert und darauf basierend entsprechende Quartierskonzepte und Maßnahmen entwickelt wurden. In einigen deutschen Bundesländern gibt es spezielle Beratungs- und Förderangebote für ein unternehmensübergreifendes Betriebliches Mobilitätsmanagement.

## Effekte
Unternehmen profitieren in vielerlei Hinsicht von positiven Effekten des Betrieblichen Mobilitätsmanagements:
- Eine bessere Erreichbarkeit hilft Beschäftigten, Kunden und Lieferanten, das Unternehmen pünktlicher und sicherer zu erreichen. Der durch geringere Staus im Umfeld des Unternehmens erzielte Zeitgewinn kann direkt in einer besseren Produktivität münden. Zudem besitzt das Unternehmen am Markt eine höhere Attraktivität, da der Stress- und Kostenfaktor geringer sind.
- Durch die Verringerung von Parkflächen für Mitarbeiter kann das Unternehmen teure Grundstücke höherwertigen betrieblichen Nutzungen zuführen oder verkaufen. Gleichzeitig können durch die Reduzierung von Dienst- und Geschäftsreisen die Kosten für einen unternehmenseigenen Fuhrpark reduziert werden. Dies wirkt sich gleichzeitig positiv auf die Kosten für Wartung und Instandhaltung aus. Weitere Kostenvorteile lassen sich durch die verringerte Zahl an Wegeunfällen mit Arbeitszeitausfall generieren.
- Ein psychologischer Faktor ist die erhöhte Mitarbeitermotivation. Mitarbeiter, die mit dem Pkw zur Arbeit fahren sind gestresster, als diejenigen, die den öffentlichen Nahverkehr oder das Fahrrad benutzen. Die negative Auswirkung von Stress am Arbeitsplatz kann durch betriebliches Mobilitätsmanagement verringert werden. Betriebliches Mobilitätsmanagement stellt damit einen Ansatzpunkt zur Förderung nachhaltiger und gesunder Mobilität dar.
- Durch die Verringerung des betrieblich bedingten Verkehrs wird die Umweltbelastung durch Schadstoffe gesenkt. Das Unternehmen kann somit aktiv am Umweltschutz arbeiten und gleichzeitig seine eigenen Kosten verringern.

## Förderung
Die Einführung und Anwendung Betrieblichen Mobilitätsmanagements wird in allen deutschsprachigen Ländern auf nationaler Ebene und auf den Ebenen verschiedener Gebietskörperschaften gefördert. Oftmals können auch europäische Fördermittel eingeworben werden. Die Förderprogramme sind allerdings sehr schnelllebig, so dass hier auf Hinweise zu konkreten Fördermaßnahmen verzichtet und nur auf „lebende“ Fördermittelübersichten verwiesen wird:
- Deutschland: Förderdatenbank des Bundesministeriums für Wirtschaft und Klimaschutz[13]
- Österreich:
  - Klima- und Umweltschutzförderungen des Bundes[14]
  - Klimaschutzinitiative des Österreichischen Bundesministeriums für Klimaschutz, Umwelt, Energie, Mobilität, Innovation und Technologie[15]
  - Förderdatenbank der Österreichischen Energieagentur[16][17]
- Schweiz: Energiefranken: Förderprogramme für Energie und Mobilität[18]